# Троскок без залета
Троскок без залета је стара атлетска дисциплина, коју су познавали још у античкој Грчкој, Ова дисциплина није уобичајена данас, али у прошлости то је био олимпијска дисциплина. Данас се може срести у Норвешкој и на Ретроолимпијади која се од 2003. одржава сваке године у Немачкој, где су заступљене дисциплине који су некада биле у програму олимпијских игара. 

## Техника
Као и код конвенционалног троскока укључене су три фазе скока, са разликом што у овом случају нема залета него се скаче са стартне линије односно одскочне даске. Разлика од данашњег тrоскока је и то што је полазни положај стајање на обе ноге спојених стопала (данас се скаче из залета једном ногом). Прва фаза почиње из става мирно, а затим махањем са обе руке, које када дођу иза леђа скакач иде у чучањ и избачај. Скакач у другој фази из скока пада на једну ногу и прави још један корак на истој нози да би у последњој фази доскочио на обе ноге у базен (јаму) са песком. Победник је такмичар који постигне најдужи скок у једном од три до шест покушаја скока.

## Такмичења
Заједно са другим такмичењима троскок без залета је био уврштен у програмОлимпијских игара 1900. у Паризу. Победник је био амерички скакач Реј Јури који је скоком од 10,58 метара постигао олимпијски рекорд. Исти атлетичар је победио и на Олимпијским играма 1904 у Сент Луису са 10.547 метара. Интересантно је да су све медаље на оба такмичења освојили амерички спортисти. Ова дисциплина је на после игара 1904. избачена из олимпијског програма. 
| Олимпијске игре        | Злато        | Злато   | Сребро             | Сребро  | Бронза            | Бронза |
| ---------------------- | ------------ | ------- | ------------------ | ------- | ----------------- | ------ |
| Париз 1900. детаљи     | Реј Јури САД | 10,58 м | Ирвинг Бакстер САД | 9,95 м  | Роберт Гарет САД  | 9,50 м |
| Сент Луис 1904. детаљи | Реј Јури САД | 10,54 м | Чарлс Кинг САД     | 10,16 м | Џозеф Стадлер САД | 9,60 м |

### Познати такмичари
- Реј Јури
- Луис Шелдон
- Џозеф Штадлер
- Ирвинг Бакстер
- Роберт Гарет
- Чарлс Кинг